# شريط أدوات ياهو!
شريط أدوات ياهو Yahoo Toolbar هو شريط أدوات من محرك البحث ياهو. يتم تركيبه كامتداد أو إضافة في متصفحى فيرفكس وإنترنت إكسبلورر. يسهل الوصول لخدمات البحث التي يقدمها ياهو، مع إمكانية الوصول إلى بريد ياهو!.